# إيملي نور
إيملي نور (بالهولندية: Emily Noor)‏ هي لاعبة تنس الطاولة هولندية، ولدت في 5 مارس 1971 في سومرين في هولندا.

## وصلات خارجية
- إيملي نور على موقع أوليمبيديا (الإنجليزية)